# Новая Украина (газета)
«Новая Украина» — (укр. «Нова Україна») ежедневная городская газета, которая издавалась в 1941—1943 гг. в городе Харькове во время немецкой оккупации города оккупационной администрацией на украинском языке.
Первое её издание было опубликовано 10 декабря 1941. Первым редактором стал Юрий Бойко. В этой газете публиковали свои статьи представители интеллигенции, такие как Аркадий Любченко, Иван Багряный, Юрий Шевелёв, Степан Сосновый, Леонид Топчий, Юрий Бойко-Блохин, Иван Антипенко и др.
Сначала газета публиковалась с тризубом, символом украинской независимости. В марте 1942 года немцы приказали убрать тризуб из газеты
На четырёх (а по воскресеньям — на шести) страницах газеты помещалась информация о международных событиях, которые преподносились как успехи немецких и союзных им (японских, итальянских, румынских) войск на всех фронтах Второй мировой войны. Немало внимания уделялось раскрытию «звериной сущности жидо-большевистского режима» во главе со Сталиным. Освещались и события внутриукраинской жизни. В частности, довольно много статей было посвящено теме использования в Германии украинской рабочей силы и, прежде всего, — «добровольцев».